# Magland
Magland és un municipi francès situat al departament de l'Alta Savoia i a la regió d'Alvèrnia-Roine-Alps. L'any 2007 tenia 2.961 habitants.

## Demografia

### Població
El 2007 la població de fet de Magland era de 2.961 persones. Hi havia 1.096 famílies de les quals 253 eren unipersonals (153 homes vivint sols i 100 dones vivint soles), 276 parelles sense fills, 460 parelles amb fills i 107 famílies monoparentals amb fills.
La població ha evolucionat segons el següent gràfic:
Habitants censats

### Habitatges
El 2007 hi havia 1.562 habitatges, 1.133 eren l'habitatge principal de la família, 311 eren segones residències i 118 estaven desocupats. 891 eren cases i 664 eren apartaments. Dels 1.133 habitatges principals, 767 estaven ocupats pels seus propietaris, 318 estaven llogats i ocupats pels llogaters i 47 estaven cedits a títol gratuït; 20 tenien una cambra, 96 en tenien dues, 233 en tenien tres, 343 en tenien quatre i 440 en tenien cinc o més. 881 habitatges disposaven pel capbaix d'una plaça de pàrquing. A 491 habitatges hi havia un automòbil i a 552 n'hi havia dos o més.

### Piràmide de població
La piràmide de població per edats i sexe el 2009 era:
| Homes | Edats   | Dones |
| ----- | ------- | ----- |
| 0     | 95 o +  | 0     |
| 4     | 90 a 94 | 20    |
| 12    | 85 a 89 | 28    |
| 16    | 80 a 84 | 16    |
| 44    | 75 a 79 | 72    |
| 32    | 70 a 74 | 44    |
| 76    | 65 a 69 | 44    |
| 48    | 60 a 64 | 76    |
| 100   | 55 a 59 | 64    |
| 80    | 50 a 54 | 88    |
| 112   | 45 a 49 | 124   |
| 144   | 40 a 44 | 116   |
| 120   | 35 a 39 | 72    |
| 100   | 30 a 34 | 112   |
| 80    | 25 a 29 | 64    |
| 69    | 20 a 24 | 76    |
| 92    | 15 a 19 | 80    |
| 120   | 10 a 14 | 120   |
| 100   | 5 a 9   | 112   |
| 56    | 0 a 4   | 76    |

## Economia
El 2007 la població en edat de treballar era de 1.908 persones, 1.494 eren actives i 414 eren inactives. De les 1.494 persones actives 1.381 estaven ocupades (759 homes i 622 dones) i 113 estaven aturades (51 homes i 62 dones). De les 414 persones inactives 135 estaven jubilades, 146 estaven estudiant i 133 estaven classificades com a «altres inactius».

### Ingressos
El 2009 a Magland hi havia 1.176 unitats fiscals que integraven 3.144 persones, la mediana anual d'ingressos fiscals per persona era de 18.806 €.

### Activitats econòmiques
Dels 214 establiments que hi havia el 2007, 3 eren d'empreses extractives, 6 d'empreses alimentàries, 4 d'empreses de fabricació de material elèctric, 63 d'empreses de fabricació d'altres productes industrials, 28 d'empreses de construcció, 34 d'empreses de comerç i reparació d'automòbils, 15 d'empreses de transport, 10 d'empreses d'hostatgeria i restauració, 11 d'empreses financeres, 15 d'empreses immobiliàries, 10 d'empreses de serveis, 10 d'entitats de l'administració pública i 5 d'empreses classificades com a «altres activitats de serveis».
Dels 46 establiments de servei als particulars que hi havia el 2009, 1 era una oficina de correu, 1 una oficina bancària, 9 tallers de reparació d'automòbils i de material agrícola, 3 paletes, 6 guixaires pintors, 10 fusteries, 2 lampisteries, 3 electricistes, 2 perruqueries, 7 restaurants i 2 agències immobiliàries.
Dels 16 establiments comercials que hi havia el 2009, 1 era un supermercat, 1 una botiga de més de 120 m², 5 fleques, 5 carnisseries, 1 una peixateria, 1 una botiga de roba, 1 una botiga d'electrodomèstics i 1 una joieria.
L'any 2000 a Magland hi havia 16 explotacions agrícoles que ocupaven un total de 550 hectàrees.

## Equipaments sanitaris i escolars
L'únic equipament sanitari que hi havia el 2009 era una farmàcia.
El 2009 hi havia 1 escola maternal i 3 escoles elementals.

## Poblacions més properes
El següent diagrama mostra les poblacions més properes.